# 懲役太郎 まむしの兄弟
『懲役太郎 まむしの兄弟』（ちょうえきたろう まむしのきょうだい）は、1971年6月1日に公開された日本映画。チンピラの義兄弟が巻き起こす騒動を描くアクションコメディ・『まむしの兄弟』シリーズの第1作。
画面アスペクト比はシネマスコープ（2.35:1）。封切り時の同時上映作品は『緋牡丹博徒 お命戴きます』（主演：藤純子、監督：加藤泰）。

## ストーリー

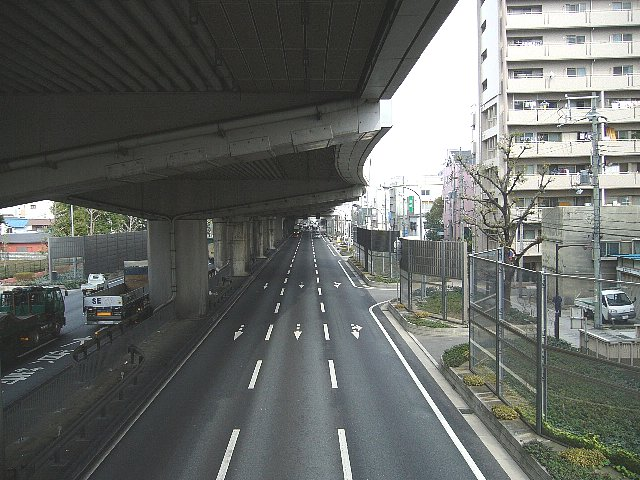
オープニングのロケ地付近
国道43号・東灘区青木（おおぎ）

生涯12回目の懲役を終えたチンピラのゴロ政は、弟分・勝（かつ）の出迎えを受ける。「次の懲役は一緒につとめよう」と誓い合い、神戸・新開地に帰ってくる。街は縄張りをめぐって古参の「瀧花組」と新興の「山北組」が勢力を二分し、一触即発の状態となっており、街の様子は重苦しく一変していた。しかし既存の組織と無関係のゴロ政らは、本能のおもむくまま、無軌道に街を暴れまわるうち、通称「まむしの兄弟」として両方の組に顔を知られるようになる。
対立に決着をつけたい山北組組長・山北は、ゴロ政たちを呼びつけて拳銃を手渡し、瀧花組代貸・梅田の暗殺を依頼する。瀧花組の賭場に乗り込んだゴロ政たちの前に現れた梅田は、感服したふりをして頭を下げ、大金を手渡す。もとより個人的な怨恨も利害もないゴロ政たちは、あっさり大金を受け取って賭場をあとにし、顔見知りのおでん屋の娘・ゆきに拳銃を預ける。
山北組の上部組織「七友会」の最高幹部・早崎は山北に、瀧花組との抗争をやめるようさとす。この早崎こそが神戸で最も強い男だとの評判を聞いたゴロ政は喧嘩を売るが相手にならない。業を煮やしたゴロ政と勝は、小豆島に帰郷中の早崎が入浴中のところを背後から襲おうとするが、背中一面の竜の入れ墨と鋭い眼光に一歩も動けなくなる。男ぶりに憧れを抱いたふたりは、刺青師・金五郎のもとに足を運ぶ。どうしようもない問題にぶつかった人間が、それでも生き方を貫くものが任侠道であると説く金五郎に胸を打たれた２人は、通り名にちなんだマムシの入れ墨を背中に彫ってもらいはじめる。
しびれを切らせた山北は、自身の部下に梅田を射殺させる。その現場に居合わせ、流れ弾に当たったゆきは重傷を負う。怒りに震えたゴロ政と勝は、瀧花組に加勢してともに抗争を戦うことを決意するが、組事務所はもぬけの殻だった。瀧花組組長は重病の身であり、梅田なき組では抗争不可能と判断した組員たちが、夜逃げのようにどこかへ消え失せたのだった。落胆する勝を、ゴロ政は「男は金バッジやない、根性や」とさとす。ふたりは組が残したトラックに乗り、山北組のビルに向かう。
一方、ゆきの負傷を知り、責任を痛感した早崎は、単身山北組のビルに向かい、山北に組の解散を命令する。そこへゴロ政たちのトラックが突っ込んだ。ふたりは肌脱ぎになり、色鮮やかなマムシの入れ墨を見せつけ、拳銃とダイナマイトで組員たちを一網打尽にしていく。それを見て感心した早崎はふたりに向かって「これが男の落とし前じゃ」と叫び、山北を射殺。自身もトミーガンで蜂の巣になる。
銃弾もダイナマイトも尽きたふたりは、傷だらけになりながらドス片手に残党たちを追いかけ回すうち、いつしか雨の降る路上に出ていた。すると背中の入れ墨の色が流れ、未完成な筋彫りがあらわになった。全員を倒したゴロ政と勝は「これで次の懲役は一緒や」とつぶやきながら肩を抱き合い、どこかへ歩き去るのだった。

## キャスト
- 政太郎（ゴロ政）：菅原文太
孤児として育つ。闇市時代からの暴れん坊で、少年院8回、刑務所4回の懲役を誇る。大人たちに裏切られ続けた経験から、警察もヤクザ組織も信用していない。勝次がさや子を押し倒した際は殴りつけ、「デカなんぞやったらポコチンの汚れじゃ」と諭す。
- 勝次（不死身の勝）：川地民夫（日活）
孤児としてサーカスに引き取られて育つ。闇市でかっぱらいをやっていた所をゴロ政に助けられ、組織を持たないゴロ政にとって、唯一の弟分（四分六の間柄）となる。言葉の知識に乏しく、「兄貴、○○てなんや?」と尋ねるのが口癖。
- 上月さや子：佐藤友美
兵庫県警少年課で孤児の支援や更生を担当し、ゆきら野島きょうだいの世話をする。ゴロ政に偽善を見破られ、自信を失い退職するが、きょうだいを引き取って育てる決心をする。早崎と同じ小豆島出身。
- 梅田和三郎：葉山良二
瀧花組代貸。剣道の達人で、賭場で暴れるゴロ政たちを返り討ちにした。山北組の組員に暗殺される。
- 洋子：女屋実和子
福原のトルコ嬢。ゴロ政たちの生活の面倒を見るようになる。
- 花江：三島ゆり子
  - 福原のトルコ嬢。ゴロ政たちの生活の面倒を見るようになる。

- 原警部：谷村昌彦
- 友枝安彦（山北組代貸）：林彰太郎
- 堀江寛九郎（彫金の弟子）：白羽大介
- 山中巡査：有川正治
- レストラン支配人：中村錦司
- 辰市（瀧花組若衆）：諸角啓二郎
賭場の壺振り師。瀧花組崩壊後、最後まで組事務所に残り、後片付けを行う。
- 才八：広瀬義宣
街のチンピラ。ヤクザ組織と無関係だが事情に通じる。
- 野島ゆき：山田圭子
学校に通わず、おでん屋台で生計を立てる15歳の少女。梅田の暗殺に巻き込まれ重傷を負う。
- 野村省三（山北組若衆）：岩上瑛
山北組のヒットマン。トミーガンの使い手。
- 小栗保（山北組若衆）：大木晤郎
- 柳義一（山北組若衆）：北川俊夫
- 新川東吾（チンピラ）：川谷拓三
- 吉松清（瀧花組若衆）：高並功
- 陳永世（パチンコ店店主）：山岡徹也
- 島本次郎（瀧花組若衆）：秋山勝俊
- 蒲地保男（山北組若衆）：大木正司
- 野島正（ゆきの弟）：比嘉辰也
- 野島まり子（ゆきの妹）：山下千栄
- やり手婆：岡島艶子
- ホステス：東映子
- 看護婦：三枝啓子
- ホステス：丸平峰子
- ホステス：山田みどり
- 洋菓子屋の女店員：榊浩子
- 若い衆（早崎の側近）：西田良
- 達（流し）：川浪公次郎
- チンピラ：成瀬正孝
- 瀧花組若衆、レストランのボーイ（二役）：森谷譲
- トラックの運転手：宮城幸生
- 果物屋の主人：大城泰
- チンピラ：大矢正利
- チンピラ：友金敏雄
- レストランのボーイ：山下義明
- 瀧花喜三郎：矢奈木邦二郎
瀧花組組長。病気療養中で、抗争を断念する。

- 山北達平：天津敏
山北組組長。早崎に射殺される。
- 金五郎：河野秋武
通称：彫金（ほりきん）。ベテランの彫り物師。
- 早崎雄吉：安藤昇
山北組の上部組織・七友会の最高幹部。山北の暴走をとがめるために刺し違える。さや子と同郷。

## スタッフ
- 監督：中島貞夫
- 製作：俊藤浩滋、橋本慶一
- 脚本：高田宏治
- 撮影：赤塚滋
- 照明：北口光三郎
- 録音：中山茂二
- 美術：富田治郎
- 音楽：菊池俊輔
- 編集：神田忠男
- 助監督：本田達男
- 記録：田中美佐江
- 装置：米沢勝
- 装飾：柴田澄臣
- 美粧・結髪：東和美粧
- 衣裳：高安彦司
- 擬斗：土井淳之祐
- 進行主任：伊藤彰将